# Дія людини на природу
Дія людини на природу — сукупний вплив людства на повітряне, водне і геологічне середовище планети, а також в останній час — на космос.

## У давні часи
У процесі своєї діяльності людина завжди впливала на природу. Прикладом масштабного впливу гірничих робіт давнини на геологічне середовище можуть бути арругії (лат. arrugias), гідровидобувні комплекси давніх римлян — так званий «римський спосіб розробки». Він поєднував риси гідравлічної, підземної та відкритої (розсипної) розробки родовищ. До місць, що лежали вище рівня розробки, підводили канали (акведуки), вода яких наповнювала розташовані на узвишші резервуари й стрімко скидалася з висоти на гірський масив, утворюючи розмиви (яруги). У боках утвореного яру (кар'єру) вели розробку поверхневою системою стволів і штолень, довжина яких становила десятки метрів (в окремих випадках 200—300 м). Штольні розміщували на відстані 10—15 м одна від одної, утворюючи фронт розробки шириною близько 150 м. Виробки збивали між собою сполучними ходами, залишаючи при цьому цілики мінімально можливих розмірів. Потім обвалювали виробки і руйнували гірський масив, для чого підрубували у виробках опірні стояки, а водні потоки спрямовували у шахтні стволи, що призводило до розмиву ціликів і «осідання» всього породного масиву (власне гори, пагорба тощо). На породний обвал із розташованих на вершині гори резервуарів знову скидали водний потік, який розмивав і захоплював з собою уламки порід. Збираючи уламкові продукти у спеціально створених ровах, за допомогою технології промивання відділяли крупинки золота від пустої породи.
Пліній, який бачив «римський спосіб розробки» пише:
«По закінченню робіт (зі спорудження стволів, штолень та збійок — авт.) опори склепінь підрубують, починаючи з внутрішніх. Гора зачинає осідати, і тільки сторож на її вершині помічає це. Він криком і знаками викликає робочих і в той же час сам тікає з гори. Гора валиться з таким тріском, який людині важко й уявити. Переможці серед неймовірного шуму й вітру дивляться на руїну природи. Але золота ще немає! Бо коли копали виробки, то ще не знали, чи знайдуть його… Після цього приходить нова праця, пов'язана з іще більшими витратами. Для промивання руїн підводять ріки з гірських вершин, іноді з відстані сотні миль. … Коли басейн заповнюють, заслони вибиваються, і струмені води летять з такою силою, що руйнують величезні кам'яні брили».
Прикладом римських арругій є розробки в Лас-Медулас (провінція Леон, Північно-Західна Іспанія). Вони являють собою залишки системи з восьми каналів (акведуків), що подавали воду до штучних озер (резервуарів), розташованих над зоною гірничих робіт. Протяжність збудованих каналів становила від 10 до 95 км (сумарна 590 км). Маршрут їх проведення опоясував гірський масив, а в окремих випадках проходив крізь скелі, що потребувало спорудження тунелів.
За оцінкою проф. А. Беллідо, об'єми зруйнованих порід сягали на північному заході Іспанії близько 500 млн м² і забезпечили видобуток понад 1,5 тис. т золота.
Таким чином, людина, її діяльність була геологічним фактором вже у часи Давнього Риму.

## В сучасних умовах
В сучасних умовах і за сучасної техніки вплив людини на природу став на порядки значиміший — нині людина є геологічним чинником і поширюється на частину ноосфери, обмежену ноокларками.
Ноосфера (грец. νόος — розум і σφαῖρα — сфера) — сфера розуму; сфера взаємодії суспільства і природи, в межах якої розумна людська діяльність стає визначальним фактором розвитку (ця сфера позначається також термінами «антропосфера», «біосфера», «біотехносфера»). Ноосфера — сучасна стадія розвитку біосфери, пов'язана з появою в ній людства. Частина планети і навколопланетного простору зі слідами діяльності людини. Відповідно до оригінальної теорії Вернадського, ноосфера є третьою у послідовності таких основних фаз розвитку Землі як утворення геосфери(неживої природи) та біосфери (живої природи).
Ноокларки (від термінів ноосфера та кларки) — числа, які вказують середній вміст (у %) хімічних елементів у даному космічному тілі, в межах зони, доступної для впливу людини (в надрах у вузькому їх розумінні). Тобто ноокларки — це кларки хімічних елементів у зоні впливу людини, де можливі гірничі роботи відповідні даному рівню розвитку техніки — в зоні впливу людини на геологічне середовище. Очевидно, що значення ноокларків мають історичний характер і будуть змінюватися в залежності від досягнутого рівня науки та техніки (тобто при «поглибленні» ноосфери в тіло планети).
Нині розвиток галузей промисловості, що пов'язані з добуванням і збагаченням корисних копалин, є основою технічного прогресу. При добуванні корисних копалин людина проникає у надра землі і тим змінює довкілля, втручається у природні процеси, що відбуваються на землі. Сучасна техніка зробила людину такою могутньою, що природа в багатьох випадках поступається людині у здатності до зміни ландшафту і рельєфу поверхні. Кар'єри довжиною до 10 км і глибиною до 1000 м, «гори» породних відвалів, терикони біля шахт, басейни-сховища дрібних відходів площею в декілька квадратних кілометрів — усе це результат людської діяльності.
Внаслідок гірничотехнічної діяльності в світі порушено не менше 15—20 млн га земель, з них 59 % площі використано під різні гірничі виробки, 38 % — під відвали пустої породи або відходи збагачення, 3 % — місця осідання, провалів та ін. порушень поверхні, пов'язаних з підземними розробками. Обсяг відвалів порід, що утворилися, і виробничих відходів становить понад 2000 км³. Для отримання мінеральної сировини і палива людство вимушене використовувати дедалі глибші шари земної кори (золоторудні шахти ПАР, наприклад, досягли позначок 3—4 км нижче земної поверхні; амплітуда висот між дном найглибших кар'єрів і поверхнею найвищих відвалів перевищує 1100 м).
Внаслідок переміщення великих обсягів гірничої маси погіршується режим ґрунтових і підземних вод, змінюються поверхневий водостік і структура ґрунту, інтенсифікується ерозійна робота води і вітру, що в деяких випадках спричиняє зміну клімату в районі ведення гірничих робіт. Гірничодобувні роботи супроводжуються штучним водозниженням. Скидання стічних вод, що відкачуються при проведенні гірничих робіт, веде до забруднення поверхневих водних об'єктів різними солями, нафтопродуктами та важкими металами. Зсуви гірських порід на територіях, що підробляються, осідання поверхні, розсіювання породи з відвалів негативно впливають на стан земельних ресурсів. Значні надходження забруднюючих речовин відбуваються в зонах комунікацій і транспортних вузлів (90 т пилу на 1 км залізничного полотна на рік). При експлуатації нафтопроводів та продуктопроводів найбільшої шкоди довкіллю завдають аварійні витоки нафти, суспензій тощо.
Одна з найгостріших екологічних проблем, зумовлених посиленням техногенного впливу на природне середовище, пов'язана зі станом атмосферного повітря. Вона включає ряд аспектів. По-перше, охорона озонового шару необхідна у зв'язку зі зростанням забруднення атмосфери фреонами, оксидами азоту та ін. До середини ХХІ ст. це може привести, за оцінками вчених, до зниження вмісту стратосферного озону на 15 %. По-друге, зростання концентрації СО2, що відбувається в основному за рахунок згоряння викопного палива, зменшення площ лісів, виснаження гумусового шару і деградації ґрунтів. До середини ХХІ ст. очікується подвоєння концентрації газу, що мала місце перед початком НТР. У результаті «тепличного ефекту» до 30-х рр. ХХІ ст. може статися підвищення середньої температури приземного шару повітря на 3 ± 1,5оС, причому максимальне потепління станеться в приполярних зонах, мінімальне — біля екватора. Очікується збільшення швидкості танення льодовиків і підняття рівня океану з темпом понад 0,5 см/рік. По-третє, кислотні опади стали істотними компонентами атмосфери. Вони випадають у країнах Європи, Північної Америки, а також у районах найбільших агломерацій Азії і Латинської Америки. Головна причина кислотних опадів — надходження сполук сірки і азоту в атмосферу при спаленні викопного палива в стаціонарних установках і двигунах транспорту. Кислотні опади завдають шкоди будівлям, пам'ятникам і металевим конструкціям, викликають дигресію і загибель лісів, знижують урожай багатьох сільськогосподарських культур, погіршують родючість ґрунтів, що мають кислу реакцію, і стан водних екосистем. У процесі сушіння продуктів збагачення, металургійної і хімічної переробки руд і концентратів утворюються димові гази, що містять тверді частинки, оксиди сірки, вуглецю, азоту, тому в атмосферу вони повинні випускатись тільки після очищення.
Проблема виснаження водних ресурсів викликана зростанням споживання води промисловістю, сільським і комунальним господарствам, з одного боку, і забрудненням водних джерел — з другого. Щорічно людством використовується в середньому до 6000 км³ води, з них у сільському господарстві близько 3400, промисловості 2200, на комунально-побутові потреби 400 км³. Забруднення багатьох водних об'єктів суші (особливо в країнах Західної Європи і Північної Америки) і вод Світового океану досягло небезпечного рівня. Щорічно в океан потрапляє (млн т): 0,2—0,5 отрутохімікатів; 0,1 — хлорорганічних пестицидів; 5—11 — нафти й інших вуглеводнів; 10 — хімічних добрив; 6 — фосфорних сполук; 0,004 — ртуті; 0,2 — свинцю; 0,0005 — кадмію; 0,38 — міді; 0,44 — марганцю; 0,37 — цинку; 1000 — твердих відходів; 6,5—50 — твердого сміття; 6,4 — пластмас. У Північній Атлантиці нафтова плівка займає 2—3 % площі. Найзабрудненіші нафтою Північне і Карибське моря, Перська затока, а також прилеглі до Африки і Америки ділянки, де здійснюється її перевезення танкерним флотом.
Значна частка водних запасів нашої держави використовується для технічних потреб. Величезні об'єми водоспоживання висувають проблему збереження якості води у водоймах і раціонального використання водних ресурсів у ряд найактуальніших. Збільшення водоспоживання приводить до росту об'єму стічних вод і забруднення водойм. Крім того, на збагачувальних фабриках як реагенти застосовують ксантогенати, нафтопродукти та інші хімічні речовини. Складність і мінливість стічних вод збагачувальних фабрик, висока токсичність, переважний вміст розчинених речовин вимагають застосування хімічних, фізико-хімічних і біологічних методів очищення стоків.
Одна з головних екологічних проблем пов'язана з погіршенням стану земельних ресурсів. За історичний час внаслідок прискореної ерозії, дефляції та інших негативних процесів людство втратило майже 2 млрд га продуктивних земель. До утворення пустель схильна площа в 4,5 млрд га, на якій проживає близько 850 млн чол. Пустелі швидко розвиваються (до 5—7 млн га на рік) у тропічних районах Африки, Азії і Америки, а також в субтропіках Мексики. Швидкість зникнення лісів становить 6—20 млн га на рік.
Важлива для людства проблема — охорона геологічного середовища верхньої частини літосфери, яка розглядається як багатокомпонентна динамічна система, що перебуває під впливом інженерно-господарської діяльності людини і, в свою чергу, певною мірою визначає цю діяльність. Найголовніший компонент геологічного середовища — гірські породи, що містять поряд з твердими мінеральними і органічними компонентами гази, підземні води. Особливо негативно впливають на довкілля техногенні катастрофи, найбільші з яких у останні десятиліття сталися на Чорнобильській атомній електростанції в Україні та аварія на Першій Фукусімській АЕС в Японії. Під охороною довкілля розуміють сукупність державних, адміністративних, правових, економічних, політичних і суспільних заходів, спрямованих на раціональне використання, відтворення і збереження природних ресурсів землі.

## Охорона довкілля
Охорона довкілля здійснюється на рівні підприємств, населених пунктів, регіонів, держав і глобально — в масштабах всієї планети. Велика робота ведеться під егідою ООН, з ініціативи якої в 1972 р. створена постійно діюча Програма ООН з довкілля (ЮНЕП). У рамках ООН природоохоронні проблеми вирішують також: Всесвітня метеорологічна організація (ВМО), Всесвітня організація охорони здоров'я (ВОЗ), Міжнародна морська організація (ММО), Міжнародне агентство з атомної енергії (МАГАТЕ), Міжнародна комісія з довкілля і розвитку (МКНСР), ЮНЕСКО та ін. Велику увагу проблемам охорони довкілля приділяють Організація економічної співпраці і розвитку (ОЕСР), Європейське економічне співтовариство (ЄЕС), Організація американських держав (ОАД), Ліга арабських країн з питань освіти, культури і наук (АЛЕКСО). Генеральна Асамблея ООН прийняла в 1982 р. Всесвітню хартію природи, яка є розвитком Стокгольмської декларації про довкілля (1972), і Всесвітню стратегію охорони природи, розроблену МСОП (1980). В останні десятиліття ХХ ст. під егідою ООН розроблена Концепція сталого розвитку, яка передбачає глобальні (в просторі і часі) підходи до охорони довкілля. В Україні питання охорони довкілля перебувають у компетенції Міністерства екології і природних ресурсів.